# Simon Krannig
Simon Krannig (* 19. November 1866 in Lauchröden; † 11. Dezember 1936 in Zürich) war ein Schweizer Industrieller, Komponist und Chorleiter deutscher Abstammung.

## Leben

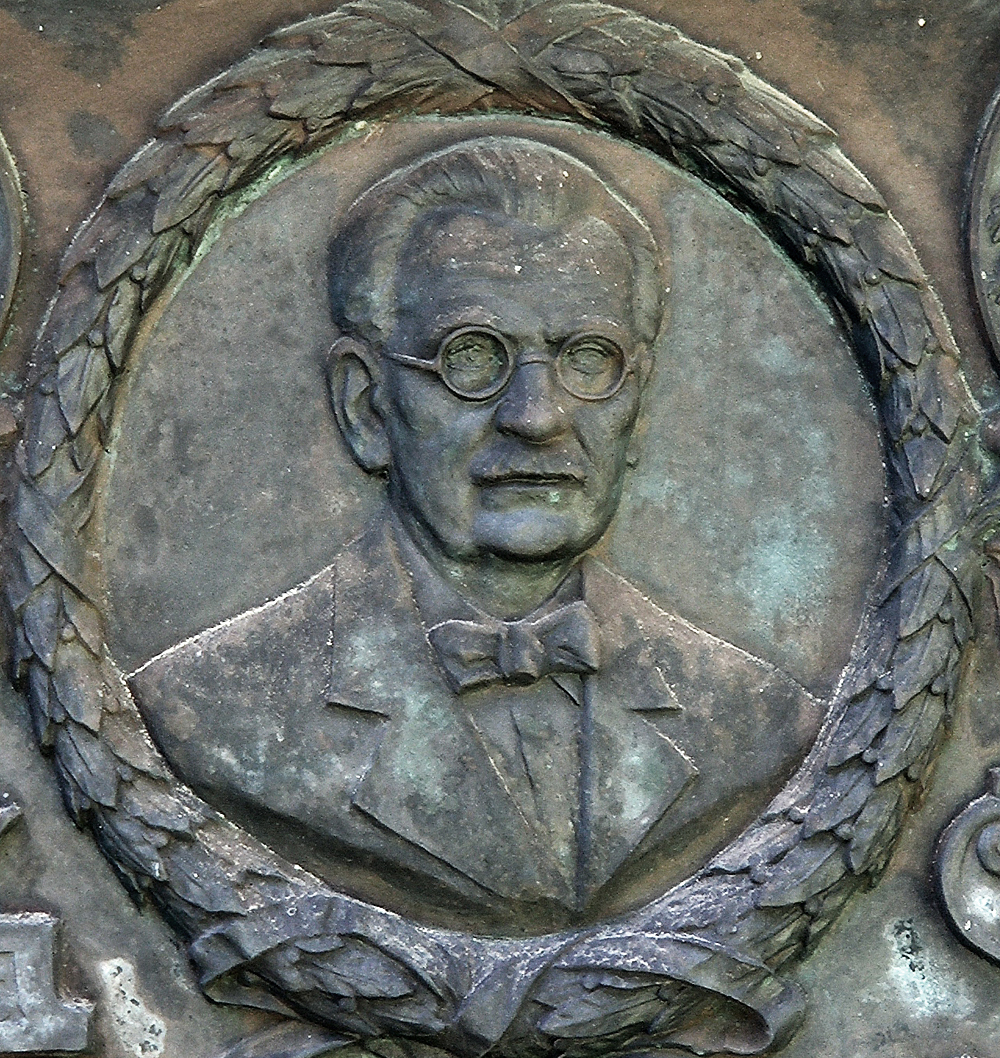
Medaillon von Simon Krannig an seinem Familiengrab auf dem Friedhof Sihlfeld in Zürich

Simon Krannig kam am 19. November 1866 in Lauchröden (heute Gemeinde Gerstungen, Wartburgkreis, Thüringen) zur Welt. Schon in früher Jugend erlernte er bei einem Lauchröder Lehrer das Orgelspiel. 1891 fand er, nach Jahren der Wanderschaft als Schreinergeselle, in Zürich eine dauerhafte Heimat. Krannig war 32 Jahre lang aktives Mitglied des Arbeitermännerchores Zürich, später dessen Leiter und stellvertretender Direktor des Kirchenchores St. Peter. Krannig starb am 11. Dezember 1936 in Zürich.

## Werke
Krannig ist Komponist von 117 Liedern für Männer-, Frauen- und Gemischte Chöre. Im Jahr 1908 komponierte er zu dem Gedicht Mine Heimat von Martha Müller-Grählert seine heute bekannteste Melodie, das Ostseewellenlied, das als Nordseewellen- oder Friesenlied in den 1920er Jahren populär wurde.

## Ehrungen
Am Vorabend des 145. Geburtstags des Komponisten fand in seinem Geburtsort Lauchröden ein Programmabend unter dem Titel Ein Lied geht um die Welt statt.